# Punktdefekt

Punktdefekte in einem zweidimensionalen Kristallgitter

Ein Punktdefekt ist eine Abweichung eines homogenen Systems an einem speziellen Punkt.
Der Begriff Punktdefekt bezeichnet in der Kristallographie und der Werkstoffkunde punktförmige Gitterfehler. Da sie in keiner Raumdimension eine größere Ausdehnung besitzen, heißen sie im Unterschied zu Versetzungslinien oder höherdimensionalen Gitterfehlern auch nulldimensionale Gitterfehler.
Es gibt zwei Arten von Punktdefekten im Kristallgitter:
- Eigenpunktdefekte
  - Leerstellen
    - Schottky-Defekt

  - Eigenzwischengitteratome
- Fremdatome
  - Substitutionsatome nehmen den Platz eines regulären Gitteratoms ein (substitutioneller Austausch)
  - wenn sie viel kleiner sind als die Gitteratome, nehmen Fremdatome einen Zwischengitterplatz ein (interstitielle Lösung).

Ist die Zahl der Fremdatome im Feststoff hinreichend groß, so handelt es sich um einen Mischkristall bzw. eine Legierung.
In Halbleitern dienen Fremdatome auf Gitterplätzen der Dotierung oder bilden isoelektronische Störstellen.